# ミュティレネのラオメドン
ミュティレネのラオメドン（希：Λαoμέδων、ラテン文字転記：Laomedon、生没年不明）は、アレクサンドロス3世の家臣である。

## アレクサンドロスの死まで
ラオメドンはレスボス島のミュティレネの生まれで、ラリコスの子である。アレクサンドロスが父王ピリッポス2世と腹違いの兄弟アリダイオスの結婚をめぐって対立した時、ラオメドンは同じくアレクサンドロスの友人だった、ネアルコス、プトレマイオス、ハルパロス、そして兄弟のエリギュイオスらと共にピリッポスにより追放された。紀元前336年のピリッポスの死後、このアレクサンドロスの友人たちは帰国を許され、最高の栄誉を以って遇された。紀元前334年から始まるアレクサンドロスの東方遠征にラオメドンもまた同行したようであり、ペルシア語が堪能だったために彼は捕虜の管理を命じられた。しかし、他に目立った働きや活躍は見られない。

## アレクサンドロス死後
紀元前323年の王の死後、バビロンにてその家臣たちは属領と地位の分配を行い（バビロン会議）、ラオメドンは重要な地域であったシリアの太守に任じられた。その後の有力者ペルディッカスの死後（紀元前321年）開催されたトリパラディソスの軍会でもラオメドンはその地位を維持した。
しかし、ラオメドンの所領は勢力拡大を目論む隣人、エジプト太守プトレマイオスによって狙われた。プトレマイオスはラオメドンにシリアの統治権と引き換えに金を渡すことを提案したが、その提案をラオメドンは拒否した。そこでプトレマイオスはシリア侵略のために将軍ニカノルを送り、ラオメドンはニカノルに敗れて捕らえられ、エジプトに送られた。
しかし、ラオメドンは看守を買収して逃亡に成功し、カリアのアルケタスに合流した。ところがアルケタスは紀元前320年のクレトポリスの戦いでアンティゴノスに敗れ、アルケタスの派は四散した。ラオメドン自身のその後の消息は不明である。

## 註
1. ↑  アッリアノス, III, 6
2. ↑  ibid, III, 6
3. ↑  ディオドロス, XVIII, 3
4. ↑  ユスティヌス, XIII, 4
5. ↑  ディオドロス, XVIII, 39
6. 1 2  アッピアノス, 52
7. ↑  ディオドロス, XVIII, 43
8. ↑  ディオドロス, XVIII, 44-45